# Prijamna zgrada na željezničkoj postaji Solin
Prijamna zgrada na željezničkoj postaji Solin, prijamna zgrada u gradiću Solinu, zaštićeno kulturno dobro.

## Opis dobra
Prijemna zgrada na nekadašnjoj željezničkoj postaji Solin (Vranjic - Solin) u Solinu, predio Meterize, Matoševa 6. Sagrađena je 1902. kao prateći objekt uskotračne željezničke pruge Split — Sinj. To je niz od tri kamene zgrade pravokutnog tlocrta: katnica s potkrovljem, te prizemna čekaonica i pomoćna zgrada. Građene su pravilnim redovima kamena grublje obrade. Krovovi su drveni dvovodni s dubokim strehama, pokriveni kupom kanalicom, mediteranom i salonitom. Otvori pročelja su pravokutni, drveni, s kamenim klupčicama. Iz natkrivenog trijema su bočni ulazi u obje zgrade. Na sjeveru je ulaz za kat i potkrovlje. Na JZ je kolni prilaz. Zgrada je značajna u pregledu industrijske baštine s početka 20.st.

## Zaštita
Pod oznakom Z-6989 zaveden je kao nepokretno kulturno dobro - pojedinačno, pravna statusa zaštićena kulturnog dobra, klasificirano kao "profana graditeljska baština".